# Zabriskie Point (filme)
Zabriskie Point é um filme de Michelangelo Antonioni lançado em 1970 que mostra o movimento de contracultura dos EUA na época. História centrada em um jovem casal — uma secretária idealista e um militante radical — que passa uma mensagem "anti-establishment". O nome refere-se ao marco natural Zabriskie Point, no Vale da Morte, na Califórnia, EUA, local onde ocorreram algumas filmagens.
O roteiro foi escrito por Antonioni, pelo amigo cineasta Franco Rossetti, pelo escritor de peças teatrais Sam Shepard, Tonino Guerra e Clare Peploe, esposa de Bernardo Bertolucci. O filme foi o segundo de uma série de três em inglês que Antonioni realizou conforme contrato com o produtor Carlo Ponti para ser distribuído pela MGM. Os outros dois filmes foram Blowup (1966) e The Passenger (1975).

## Elenco
- Mark Frechette...Mark
- Daria Halprin...Daria
- Paul Fix...proprietário do posto de gasolina
- Bill Garaway...Morty
- Kathleen Cleaver...Kathleen
- Rod Taylor...Lee Allen
- G. D. Spradlin...sócio de Lee

- Harrison Ford faz uma figuração não creditada como um dos estudantes presos detidos na delegacia policial de Los Angeles.

## Sinopse
No início do filme são mostradas em estilo semi-documental imagens de uma discussão de alunos universitários de Los Angeles que planejam uma greve e a melhor estratégia para enfrentar a previsível repressão policial. Os alunos negros discutem com os brancos sobre o real engajamento na causa de cada um até que Mark, um estudante rebelde que viera pela primeira vez a um encontro do grupo, levado pelo seu companheiro de quarto, deixa a reunião afirmando "willing to die, but not of boredom" ("disposto a morrer mas não de tédio"). Os outros estudantes criticam e ironizam seu "individualismo". Durante a greve, a polícia ataca duramente os estudantes e cerca um grupo de negros, atirando em um aparentemente armado que fugia do gás lacrimogênio. Mark, que chegava ao local, aponta uma arma para um policial que é atingido e morto por um disparo, mas não fica claro quem foi que atirou. O estudante foge do local e rouba um avião do Aeroporto Municipal Hawthorne, e segue voando sobre o deserto. Enquanto isso, a secretária Daria, que trabalha para o poderoso empresário imobiliário (e provável amante) Lee Allen, parte num velho carro Buick da década de 1950 e ruma para Fênix no Arizona, através de uma estrada que cruza o deserto. Mark avista Daria de seu avião e faz manobras arriscadas, jogando-lhe uma peça de roupa. Os dois se encontram logo depois num bar, quando Mark tentava abastecer sem sucesso seu avião. Mark pega uma carona com Daria até um posto de gasolina próximo e os dois fazem uma parada em Zabriskie Point, quando então iniciam uma relação amorosa (sequência cinematográfica polêmica, pois foram incluídas cenas de orgia coreografadas pelo The Open Theater). Contrariando Daria, todavia, Mark decide voltar para Los Angeles e devolver o avião roubado, mesmo sabendo que corre risco de vida pois a moça ouvira no rádio que ele era suspeito de ter atirado no policial.

## Produção
Este filme teve como atores principais Mark Frechette e Daria Halprin, ambos sem experiência artística anterior.
Enquanto estava nos Estados Unidos em 1966 para a premiere de Blowup, um surpreendente sucesso de bilheteria, Antonioni leu um artigo de jornal sobre um jovem que roubara um aeroplano e que fora morto ao tentar voltar para Fênix, no Arizona. O diretor achou que esse poderia ser o fio condutor de seu próximo filme. Após escrever muitos esboços, ele contratou o dramaturgo Sam Shepard para preparar um roteiro. Shepard, Antonioni, o cineasta italiano Franco Rossetti, o colaborador frequente do diretor Tonino Guerra e Clare Peploe (mais tarde esposa de Bernardo Bertolucci) colaboraram no trabalho.
A maior parte do elenco era de atores profissionais, como Rod Taylor, e G.D. Spradlin, em um de seus primeiros papeis. Paul Fix, amigo e instrutor de cena de John Wayne que apareceu em muito de seus filmes, interpreta o proprietário do bar no Deserto de Mojave. Kathleen Cleaver, participante dos Panteras Negras e esposa de Eldridge Cleaver, aparece nas cenas semidocumentais do início do filme.
Filmado no começo de julho de 1968 em Los Angeles, muitas das locações ocorreram no centro e sudeste da área central da cidade. Exteriores em art deco de Richfield Tower foram mostrados em algumas cenas antes de serem demolidos em novembro daquele ano. As várias imagens do campus universitário, exceto a da reunião dos estudantes, foram realizadas na Faculdade Comunitária Contra Costa em San Pablo, Califórnia. A produção depois se moveu para Carefree, Arizona, próxima de Fênix e do Vale da Morte e alugou uma mansão na cidade, construindo uma réplica no Southwestern Studio para os efeitos especiais da explosão na sequência final.
Reportagens publicitárias chegaram a afirmar que Antonioni teria usado 10.000 figurantes no deserto, para a cena da orgia mas isso nunca aconteceu. A cena foi realizada com muita cobertura de poeira e altamente coreografada pelos atores da The Open Theatre. O Departamento de Justiça norte-americano chegou a investigar se teria havido violação da "Lei Mann" (que proibiu o aliciamento de mulheres para propósitos sexuais em todo o Estado); contudo, não houve sexo filmado e nem transgressão dentro dos limites estaduais, pois o "Vale da Morte" está localizado na Califórnia.
Durante as filmagens, Antonioni teria criticado as práticas de financiamento dos Estados Unidos considerando-as "desperdício" e "quase imoral" em comparação aos estúdios italianos.

## Trilha sonora
A trilha sonora do filme, Zabriskie Point, apresenta canções de vários artistas, incluindo Pink Floyd, The Youngbloods, The Kaleidoscope, Jerry Garcia, Patti Page, Grateful Dead e John Fahey. Uma faixa dos Rolling Stones ("You Got the Silver") não apareceu no álbum da trilha sonora. As canções de Pink Floyd, Jerry Garcia e The Kaleidoscope foram escritas para o filme.Roy Orbison canta a canção-tema pós-créditos, chamada "So Young".
- Não se pode esquecer da participação do Tangerine Dream na trilha sonora deste filme.

### Músicas não aproveitadas
Richard Wright do Pink Floyd escreveu uma canção chamada "The Violent Sequence" para o filme. Antonioni a rejeitou por considerá-la inapropriada e preferiu sincronizar com o final violento uma regravação de outra música do grupo, chamada "Careful with That Axe, Eugene" e renomeada para "Come in Number 51, Your Time Is Up". Roger Waters afirmou em Classic Albums - Pink Floyd - Making The Dark Side Of The Moon que, enquanto  Antonioni amava a canção, ela a fazia se "sentir doente". Posteriormente a música rejeitada foi retrabalhada dentro da nova composição "Us and Them", faixa do álbum The Dark Side of the Moon de 1973. "The Violent Sequence" permaneceu inédita até ser incluída em 2011 num pacote de Dark Side of the Moon, sendo chamada de "Us and them (Richard Wright Demo)".
Outras canções do Pink Floyd descartadas pelo filme foram lançadas como "bônus" no lançamento em CD de 1997 da trilha sonora do filme, inclusive composições de Jerry Garcia.
John Fahey que voara de Roma para gravar algumas músicas para o filme, não foi aproveitado. As versões de Fahey e outros divergem. Contudo, um trecho de The Dance of Death & Other Plantation Favorites ou simplesmente Dance of Death foi aproveitado no filme . Antonioni visitou a banda The Doors enquanto gravavam o álbum L.A. Woman e quis incluí-los na trilha sonora. The Doors gravaram "L'America" para Zabriskie Point mas também não foi aproveitada.

## Censura
Antes da estreia de Zabriskie Point na Itália em 1970, o Comitê de Avaliação Cinematográfica do Ministério do Patrimônio Cultural e Turismo produziu duas avaliações com base nos parâmetros da censura em relação a moral e procurou responder a três questões principais: 1) O filme contém conteúdo imoral? 2) Se a resposta da primeira questão for afirmativa, é um trabalho artístico? 3) Se a resposta da questão número dois for negativa, é possível ocultar o conteúdo imoral para que o filme possa ficar disponível para o público?
A avaliação do Comitê foi a seguinte: respondendo a questão número 1, há valor poético e artístico nas cenas e o Dr. Venturini, Dr. Marcellini e Dr. Cessari não consideram imorais, mesmo em momento objetivamente obscenos, em particular nas cenas que aludem a sexo oral, e em outra que o homem toca o genital de uma mulher com o rosto. Prof. Abete concorda com o Prof. Longhi e avalia que a cena citada perturba a harmonia mas que, sem dúvida, a intenção artística do diretor emerge. Em adição a essas cenas, o Presidente da Comissão considerou outras cenas que poderiam ser imorais, como as do sexo grupal. A maioria respondeu a questão número 1 de forma afirmativa: o filme contém conteúdo imoral. Diante disso, o Presidente da Comissão pediu aos membros que respondessem a questão número 2. Dr. Venturini, Dr. Marcellini e Dr. Cessari avaliaram o filme como um trabalho artístico, e discordaram da opinião dos outros sobre a imoralidade das duas cenas, votando em favor de autorizar a projeção do filme para o público. Prof. Longhi e Prof. Abete não avaliaram o filme como um trabalho artístico. O presidente da Comissão não avaliou o filme como um trabalho artístico. Pela maioria, a resposta a questão número 2 foi negativa: o filme não foi avaliado como um trabalho artístico. Então o Presidente da Comissão convidou os membros a responderem a questão número 3. Prof. Longhi perguntou se as seguintes cenas deveriam ser cortadas: 1) Ocultar as cenas dos rostos dos jovens. A cena seria reduzida ao momento que o jovem acaricia a mulher 2) A parte em que a cabeça do homem está entre as pernas da mulher enquanto outro homem está em pé sobre o rosto da mulher com suas pernas separadas.
O registro das decisões do comissão são o que segue: Prof. Abete concorda com Prof. Longhi. Em discordância, Dr. Venturini, Dr. Marcellini e Dr. Cessari pedem que os cortes sejam mínimos. O Presidente da Comissão avalia que os cortes reduzirão apenas parcialmente a obscenidade da cena. Por maioria (Venturini, Marcellini, Cessari, Longhi, Abete), responderam afirmativamente a questão número 3: cortes seriam necessários. A Comissão indagou ao produtor Carlo Ponti e ao diretor Michelangelo Antonioni, se iriam proceder aos cortes no filme. Mesmo expressando o seu desacordo com a decisão da Comissão, eles responderam que o fariam. Devido a hora avançada  (00.40 horas de 21 de março de 1970), o Presidente da Comissão, em concordância com os outros membros, marcou outra reunião para 23 de março de 1970. Nesse dia a Comissão reviu o filme e avaliou os cortes feitos. Foi decidido proibir o filme a menores de 18 anos devido a algumas cenas eróticas consideradas inapropriadas para a sensibilidade de menores. Documento N° 55745 assinado em 24 de março de 1970 por Ministro Franco Evangelisti.

## Recepção
Seguido de uma prolongada publicidade e controvérsia na América do Norte, Zabriskie Point foi lançado em fevereiro de 1970, quase quatro anos após Antonioni iniciar a pré-produção e um ano e meio depois das filmagens. O filme teve más críticas e comentários negativos de autores de diferentes tendências políticas, além de desgostos com as atuações de Frechette e Halprin. Em traduções aproximadas, o jornalista do The New York Times Vincent Canby classificou Zabriskie Point de  "um nobre impulso artístico em curto-circuito numa terra estrangeira". Roger Ebert em consonância com Canby, afirmou: "O diretor que fizera Monica Vitti parecer tão incrivelmente só é incapaz, em 'Zabriskie Point', de fazer com que seus personagens jovens aparentem estar juntos. Suas vozes são vazias; não soam como seres humanos. Eles não interpretam um com outro, mas apenas dão vagas concepções narcisistas deles mesmos. Eles sequer teriam se conhecido se não fosse por uma coincidência absurda de Hollywood "
O público da contracultura da MGM esperava que o filme atraísse essa audiência. O filme foi ignorado pelos cinéfilos e como resultado se tornou uma "bomba de bilheteria". Os gastos da produção somaram 7 milhões de dólares e apenas 900.000 dólares foram arrecadados no mercado doméstico. Foi descrito como "o pior filme jamais feito por um diretor genial" mas mesmo assim "é ainda assistível graças ao olhar mágico de Antonioni". Após 20 anos do lançamento do filme, o editor da revista Rolling Stone David Fricke escreveu que "Zabriskie Point fora um dos mais extraordinários desastres da história do cinema moderno". Foi o único filme que Antonioni dirigiu nos Estados Unidos, onde em 1994 ele foi homenageado com o Óscar honorário "em reconhecimento de seu lugar como um mestre do estilo de cinema visual". O diretor Stéphane Sednaoui fez referências ao filme em seu vídeo para "Today" de The Smashing Pumpkins, quando um vendedor de sorvetes rouba sua van e foge para o deserto, pintando-a em tons coloridos enquanto um casal se beija no deserto.

## Curiosidades
- Depois de terem feito o filme, Mark Frechette e Daria Halprin mudaram-se para a mesma comuna da Califórnia. Halprin casou-se com Dennis Hopper em 1972.  Em 1973, Frechette participou de um assalto a banco no qual um de seus cúmplices, Christopher Thien, foi morto. Ele foi condenado a quinze anos de prisão, e morreu na prisão sob circunstâncias suspeitas.